# Paradise City (série télévisée)
Pour les articles homonymes, voir Paradise City (homonymie).
Paradise City est une série télévisée dramatique américaine créée par Ash Avildsen pour Prime Video. C'est la suite du film American Satan sorti en 2017. La série est lancée le 25 mars 2021.

## Distribution
- Andy Biersack : Johnny Faust
- Ben Bruce : Leo Donovan
- James Cassells : Dylan James
- Booboo Stewart : Vic Lakota
- Bella Thorne : Lily Mayflower
- Mark Boone Junior : Elias Collins
- Drea de Matteo : Maya
- Ryan Hurst : Oliver Ostergaard
- Fairuza Balk : Lizzie Thomas
- Perrey Reeves : Natalie
- Brooke Lyons : Capricorn
- Rhys Coiro : Adam Stone
- Amanda Steele : Vivian Thomas
- Olivia Culpo : Gretchen
- Cameron Boyce : Simon
- Hopsin : Gabriel
- Natalie Eva Marie : Jade
- Ned Bellamy : Ross
- Randy Blythe : Dom
- Sid Wilson : Fritz
- Brittany Furlan : Janis Stone
- Nita Strauss : Val Wolfe
- Ash Avildsen : Levi Svengali
- Juliet Simms : Sheva
- Matt Pinfield : lui-même
- Jim Ross : Ned